# Hemidasys agaso
Hemidasys agaso är en djurart som tillhör fylumet bukhårsdjur, och som beskrevs av Jean Louis René Antoine Édouard Claparède 1867. Hemidasys agaso ingår i släktet Hemidasys och familjen Thaumastodermatidae. Inga underarter finns listade i Catalogue of Life.